# Villino Adriana
Villino Adriana è una delle ville storiche di Napoli. È locata in Corso Vittorio Emanuele, verso la zona di Mergellina.
Si tratta di un bel esempio di architettura eclettica di inizio Novecento, molto ricca di fregi, mezze colonne, pilastri ed infine una pregevole pensilina liberty.